# Broekhuizen (kasteel)
Broekhuizen was een riddermatig kasteel in het Nederlandse dorp Rimburg, provincie Limburg. De exacte locatie van het kasteel is niet bekend.

## Naam
De naam Broekhuizen is ontleend aan de eerste eigenaren. Zij droegen de naam Bruch von Hausen of Bruyghusen. Dit verbasterde tot Broekhuizen.
Het kasteel wordt ook wel aangeduid met de naam Oberbruchhausen.

## Geschiedenis
De heerlijkheid Ubach lag aan beide zijden van het riviertje de Worm. Het kasteel Broekhuizen – voor het eerst vermeld in 1346 - lag op de linkeroever en was in de 14e eeuw in handen van het geslacht Bruch von Hausen, die het in leen hield van de abdij van Thorn. Zij waren verwant aan de eigenaren van het op de rechteroever gelegen kasteel Rimburg, de familie Van Mulrepas. Een van de 14e-eeuwse bewoners van het kasteel Broekhuizen was Willem van Bruyghusen.
De laatste eigenaar uit de familie was Willem van Broekhuizen, die in 1619 de rentmeester en stadhouder van Rimburg was. Hij liet het kasteel na aan zijn dochter Catharina, wier echtgenoot baron Willem von Bernsau tot Dirne in 1625 met kasteel Broekhuizen werd beleend door de abdis van Thorn. Het kasteel verkeerde echter in bouwvallige staat en al in 1630 verkocht het echtpaar het volledige bezit aan het echtpaar Bertram Banritzen en Gertrud Clot. De verkoop betrof niet alleen het kasteel, maar ook de vijvers, bossen, landerijen en feodale rechten. De minderjarige kinderen van Bertram en Gertrud bleken in 1633 eigenaar van Broekhuizen, dat door de voogden werd verkocht aan de schepen Hendrik Wolff. Het kasteel is waarschijnlijk niet lang na 1630 afgebroken vanwege de bouwvalligheid.
Na nog enkele malen van eigenaar te zijn gewisseld kwam Broekhuizen in de 19e eeuw terecht bij de familie Gouders, die tot in de 21e eeuw op de hoeve Oppen Hüske bleef wonen. Deze boerderij zal verbonden zijn geweest aan het voormalige kasteel.
Nabij de Warderweg is een fundering van kloostermoppen aangetroffen. De vindplaats ligt echter niet direct in de buurt van de buurtschap Broekhuizen, waardoor het niet aannemelijk is dat het hier om kasteel Broekhuizen gaat.
Aerwinkel · Kasteel Afferden · Aldt Huys · Aldenborgh · Kasteel Aldenghoor · Aldenhoven · Alte Burg · Kasteel Amstenrade · Slot Annendael · Kasteel Arcen · Baersdonck · Bakvliet · Baronsberg · Baxhof · Beegden ·  Benzenrade · Kasteel De Berckt · Kasteel Bethlehem · Beusdaelshof · Binsfeld · Huis Blankenberg · Kasteel Bleijenbeek · Blitterswijck · Boerlo · Bolberg · Bollenberg · Kasteel De Bongard · Borggraaf · Kasteel d'Erp · Kasteel Borggraaf · Kasteel Borgharen · Kasteel Born · Huis Bree · Breust · Kasteel Broekhuizen · Broekhuizen · Gracht Burggraaf · Kasteel De Burght · Kasteel Cartils · Cloppenburg (Oost-Maarland) · Kasteel Cortenbach · Huis De Dael · Dammerscheid · Kasteel De Bockenhof · De Donck (Sevenum) · De Donck (Swolgen) · De Dorth ·  Huis ten Dijcken · Kasteel Doenrade · De Doom · Douve · Douvenrade · De Dries · Kasteel Erenstein · Kasteel Eijsden · Eijsden · Einrade · Kasteel Elsloo · Ensenbroek · Eperhuis · Etzenraderhuuske · Exaten · Kasteel Eijckholt · Kasteel Eyckholt · Eys · Gastendonck · Kasteel Genbroek · Gebroken Slot · Kasteel Geijsteren · Kasteel Op Genhoes · Kasteel Genhoes · Genneperhuis · Kasteel Het Geudje · Kasteel Geulle · Kasteel Geusselt · Geijsteren · Gen Heck · Ghoor · Kasteel Goedenraad · Kasteel Grasbroek · Kasteel Groenendaal · Groethof · Groot Paarlo · Kasteel van Gronsveld · De Gun ·Kasteel Haeren · Kasteel Den Halder · Heerlaer · Heeze · Heijen · 's-Herenanstel · Kasteel Hillenraad · Kasteel Hoensbroek · Hoenshuis · Holstrate · Holtmühle · Huize Holtum · Kasteel Horn · De Horst · Huys ter Horst · Ten Hove (Grathem) · Ten Hove (Panningen) · Huis Brias · Huis Darth ·  Kasteel Hurpesch · Kasteel Sint-Jansgeleen · Kasteel Jerusalem · Kasteel Kaldenbroek · Den Kamp · Kasteel Karsveld · Kasteel Keverberg · Klein Paarlo · Klimmender Huuske · De Kolck · Koppelberg · Laar · Landsfort · Kasteel Lemiers · Kasteelruïne Lichtenberg · Kasteel Limbricht · Lonesteyn · Huize Lovendael · Mazenburg · Kasteel van Meerlo · Kasteel Meerssenhoven · Meezenbroek · Kasteel van Mheer · Middelaar · Kasteel Millen · Kasteel Montfort · Movert · Mulrode · De Munt · Château Neercanne · Kasteel Neubourg · Nienghoor · Huis Nierhoven · Kasteel Nieuwenbroeck · Nije Huys · Kasteel Nijenborgh · Kasteel Nijswiller · Nijthuysen · Kasteel Obbicht · Oedenrade · Kasteel Ooijen · Kasteel Oost (Valkenburg) · Kasteel Oost (Oost-Maarland) · Kasteel Ouborg · Overen · Kasteel Passarts-Nieuwenhagen · Prickenis · Prinsenhof · Puth · De Putting · Raath · De Raay · Ravenhof · Kasteel Reijmersbeek · Kasteel van Rijckholt · Kasteel Rivieren · Rodenbroek · Rosendaal · Kasteel Schaesberg · Kasteel Schaloen · Te Scharen · Schenkenburg · Kasteel Scheres · De Spijker (Geijsteren) · De Spijker (Leeuwen) · Huis Severen · Sibberhuuske · Château St. Gerlach · Spraland · Huis De Spyker · Huize Stalberg · Stalberg (Wellerlooi) · De Steeg · Kasteel Stein · Steinhagen · Steenen Huis · Stoel van Swentibold · Strijthagen (Landgraaf) · Strijthagen (Welten) · Struyver · Kasteel Terborgh · Terlinden (Wijnandsrade) · Terveurdt · Ter Weyer · Kasteel Ter Worm · De Tombe · Huis De Torentjes · Triest · Trippaert · Kasteel Vaalsbroek · Kasteel Vaeshartelt · Valkenburg · Vliek · De Vroenhof · Vrijburg · Kasteel Wambach · Warenberg · Well · Weyershof ·  Wijlre · Kasteel Wijnandsrade · Wijnandsrade · Wijnantshof · Wissegracht · Huize Witham · Kasteel Wittem · Wolfrath · Wylre